# Samuel Albernaz
Samuel Albernaz (Goiânia, Goiás, Brasil, 27 de setembro de 1953) é um administrador de empresas, economista, consultor escritor e conferencistabrasileiro.

## Biografia
Samuel Albernaz é filho de Joaquim Albernaz Filho e Cesira Barsi Albernaz. É casado com Zirlene Albernaz com quem tem os filhos Augusto Vinícius e Carla Katiúsca.
Descendente do ex-Governador do Estado de Goiás Bernardo Antônio de Faria Albernaz, é pós-graduado em Análises de Investimentos e em políticas públicas pela Universidade Federal de Goiás (UFG) e dedica-se a promover a valorização e o reconhecimento da Administração e de seus profissionais.
Ocupou os cargos e mandatos de Vice-Presidente da Organização Latino Americana de Administração (OLA), Diretor do Conselho Federal de Administração (CFA), Presidente do Conselho Regional de Administração de Goiás e Tocantins (CRA GO/TO), Vice-Presidente da Junta Comercial de Goiás (JUCEG), Superintendente Executivo da Secretaria de Administração do Estado de Goiás, Diretor de Recursos Humanos e Escola de Governo de Goiás, Diretor Administrativo da CELG, entre outros.
Atualmente, preside o Sindicato dos Administradores de Goiânia (SINAGO) e a Associação Goiana de Administração (AGAD). É Vice-Presidente da Federação Brasileira dos Administradores (FEBRAD), da Associação Brasileira de Recursos Humanos (ABRH) e Membro correspondente da Academia Goianiense de Letras.
É o idealizador da inclusão do Administrador como Vogal nas Juntas Comerciais de todo o País e da criação do Piso Salarial Nacional dos Administradores. De sua iniciativa também partiu a inclusão do Administrador no Conselho Administrativo Tributário (CAT) do Estado de Goiás e a proposta de criação do cargo de Administrador nas Prefeituras de todo o Brasil. Sua gestão à frente do Conselho Regional de Administração de Goiás consolidou e estruturou a profissão no Estado.
É conhecido ainda por ser o idealizador e presidente de um dos maiores eventos da categoria, o CONAD - Congresso Nacional de Administração, que reúne em Goiânia, anualmente, conferencistas do cenário internacional e mais de três mil profissionais.

## Algumas Homenagens
- 1999 Cidadão Tocantinense
- 2002 Cidadão Palmense
- 2003 Cidadão Jataiense[8]
- 2006 Comenda do Anhanguera
- 2008 Comenda Pedro Ludovico Teixeira